# ISO 3166-2:SA
ISO 3166-2:SA – kody ISO 3166-2 dla podjednostek administracyjnych Arabii Saudyjskiej.
Kody ISO 3166-2 to część standardu ISO 3166 publikowanego przez Międzynarodową Organizację Normalizacyjną. Kody te są przypisywane głównym jednostkom podziału administracyjnego, takim jak np. województwa czy stany, każdego kraju posiadającego kod w standardzie ISO 3166-1.
Aktualnie (2019) dla Arabii Saudyjskiej zdefiniowano kody dla 13 prowincji.
Pierwsza część oznaczenia to kod Arabii Saudyjskiej zgodnie z ISO 3166-1, natomiast druga część oznaczenia znajdująca się po myślniku to dwucyfrowy kod jednostki administracyjnej.

## Kody ISO
| Kod ISO | Nazwa jednostki administracyjnej | Nazwa jednostki administracyjnej w języku arabskim | Rodzaj jednostki administracyjnej |
| ------- | -------------------------------- | -------------------------------------------------- | --------------------------------- |
| SA-01   | Rijad                            | الرياض                                             | prowincja                         |
| SA-02   | Mekka                            | مكة المكرمة                                        | prowincja                         |
| SA-03   | Medyna                           | المدينه                                            | prowincja                         |
| SA-04   | Prowincja Wschodnia              | الشرقية                                            | prowincja                         |
| SA-05   | Al-Kasim                         | القصيم                                             | prowincja                         |
| SA-06   | Ha’il                            | حائل                                               | prowincja                         |
| SA-07   | Tabuk                            | تبوك                                               | prowincja                         |
| SA-08   | Północna Prowincja Graniczna     | الحدود الشمالية                                    | prowincja                         |
| SA-09   | Dżazan                           | جازان                                              | prowincja                         |
| SA-10   | Nadżran                          | نجران                                              | prowincja                         |
| SA-11   | Al-Baha                          | الباحة                                             | prowincja                         |
| SA-12   | Al-Dżauf                         | الجوف                                              | prowincja                         |
| SA-14   | Asir                             | عسير                                               | prowincja                         |